# Мингачёв, Тахир Равильевич
Тахир Равильевич Мингачёв (род. 31 июля 2001, Самара) — российский хоккеист, нападающий. Игрок системы хоккейного клуба ЦСКА, выступающего в КХЛ. Двукратный обладатель Кубка Гагарина.

## Карьера
Воспитанник самарской школы ЦСК ВВС, в составе которой начал выступать на уровне первенства России среди юношей по региону Поволжье. В сезоне 2018/19 стал привлекаться к играм на международных турнирах в составе юниорской сборной России, а также дебютировал на профессиональном уровне в составе основной команды ЦСК ВВС на уровне ВХЛ.
Перед началом сезона 2019/20 перешёл в систему московского ЦСКА, где начал стабильно выступать в составе молодёжной команды «Красная Армия», в МХЛ и фарм-клубе «Звезда».
Летом 2020 года проходил предсезонную подготовку в составе «Звезды», однако в сентябре был вызван в основную команду ЦСКА. Дебютировал в КХЛ 12 сентября в гостевом матче ЦСКА против хабаровского «Амура». Всего в сезоне 2020/21 сыграл 19 матчей. В этом же сезоне был приглашён в состав основной сборной России, для участия в кубке Карьяла.
В сезоне 2021/22 являлся основным игроком ЦСКА, провёл 31 матч (2+2) в регулярном сезоне, 14 матчей (0+1) в плей-офф и по итогу сезона стал обладателем кубка Гагарина.